# Терпиловський Ростислав Всеволодович
Терпиловський Ростислав Всеволодович (нар. 24 квітня 1949, Вінниця) — український археолог-славіст. Доктор історичних наук (1995), професор.

## Біографія
Народився в м. Вінниця. 1969—2012 працював в Інституті археології АН УРСР (нині Інститут археології НАН України). Від 2004 — завідувач кафедри археології та музеєзнавства Київського національного університету імені Тараса Шевченка. 1974 закінчив Київський університет. 1980 захистив кандидатську, а 1995 — докторську дисертації.
Сфера наукових інтересів ученого — проблеми слов'янського етно- та культурогенезу (латенський, римський та переселення народів періоди). Досліджує старожитності Середнього і Верхнього Подніпров'я 1-ї пол. 1 тис. (пізньозарубинецькі пам'ятки 1—2 ст. і київську культуру 3—5 ст.) як основу формування археол. к-р, що належали ранньоісторичним слов'янам (склавинам і антам). Розробляє питання культурно-історичного та соціально-економічного розвитку слов'янського суспільства.
Провів польові дослідження і ввів до наукового обігу матеріали поселень римського і ранньосередньовічного часу Улянівка, Роїще, Олександрівка (Чернігівська обл.), Глеваха (Київська обл.), Сенча (Полтавська обл.), Боромля, Рябівка (Сумська обл.) та інші.

## Основні праці
- Археологія України: Курс лекцій: Навч. посібник / Л. Л. Залізняк, О. П. Моця, В. М. Зубар, В. В. Отрощенко, К. Бунятян, Р. В. Терпиловський; за ред. Л. Л. Залізняка. — К.: Либідь, 2005. — 504 с. 966-06-0394-0.
- «Ранние славяне Подесенья ІІІ–V вв. н.э.» (Київ 1984),
- «Среднее Поднепровье и Днепровское Левобережье в первые века нашей эры» (Москва 1991 (у співавт.),
- «Памятники киевской культуры. Свод археологических источников» (Київ 1992 (у співавт.),
- «Славяне Поднепровья в первой половине І тыс. н. э.» (Люблін 2004).
- Городище доби Кіевской руси в м. Седнёве

## Відзнаки
- Лауреат Державної премії України в галузі науки і техніки (1991).